# Fontaine d'Ain El Fouara
La Fontaine d'Ain El Fouara (littéralement Fontaine de la source jaillissante) est un monument emblématique de la ville de Sétif en Algérie. Cette fontaine comporte en son sein une statue réalisée en 1898 par le sculpteur Francis de Saint-Vidal et dont la légende raconte que lorsqu'on y boit son eau, on y reviendra inévitablement.
La statue en marbre, représentant une femme totalement nue, a fait l'objet de plus de six actes de vandalisme, victime une première fois d’un acte terroriste perpétré le 22 avril 1997, puis d’un deuxième le 31 mars 2006 ainsi qu’en 2018, et plus récemment en juillet 2025. 

## Histoire
C’était à l’origine une fontaine romaine datant de l'antiquité autour du jaillissement d’une source, chaude en hiver et froide en été, bâtie par le Génie lors de l’occupation de Sétif. Le conseiller municipal Bastide, durant la séance du conseil municipal du 4 juin 1894, soulève la question de sa reconstruction. Il explique que la fontaine de la place Nationale menace de tomber. Le maire et la majorité des membres du conseil reconnaissent alors le besoin de réparations mais optent pour l'attente de nouveaux fonds qui permettraient « de la démolir et de la reconstruire complètement. ». 
Ce projet tenait à cœur au maire Aubry, lequel, lors d’un déplacement à Paris durant l’été 1896, « […] poursuivant son idée, demanda à être présenté à Monsieur Le Directeur des Beaux-Arts et sollicita de sa bienveillance le don d’une statue pour décorer la future fontaine de la place nationale. »[réf. nécessaire]. 
Le gouverneur militaire de Sétif tomba amoureux de la statue et demanda au sculpteur Francis de Saint-Vidal de l'offrir à la ville de Sétif.
Enfin, la statue est prête dans le courant du premier semestre de l’année 1898, et le maire reçoit du directeur des Beaux-Arts de Paris la lettre datée du 3 février 1898 et dont le contenu est le suivant : « M. de Saint-Vidal pense avoir terminé son œuvre pour le prochain Salon où il désirerait qu’elle figurât ; elle serait dès la clôture du Salon (soit au commencement de Juillet prochain) expédiée à Sétif. »[réf. nécessaire]
Après son exposition à la foire universelle de Paris, la statue quitte le port de Skikda, voyageant à bord d'une charette et mis 12 jours à arriver à Sétif.
Si la sculpture est l’œuvre de Francis de Saint-Vidal, le socle et tout l’environnement architectural a été conçu par un architecte local, Eldin, qui construisait alors le théâtre de Sétif, et dont le projet a été adopté par le conseil municipal lors de sa réunion du 25 février 1898. L’entrepreneur Francione était alors chargé des travaux d’érection du socle et de la mise en place de la statue, travaux qui seront entièrement achevés en 1899.
Le 22 avril 1997, la sculpture est victime d'un acte de vandalisme : attaquée à la dynamite, elle est brisée en plusieurs morceaux. Elle sera remise en état grâce à l'action de différents riverains. Selon Fayçal Ouaret, cela ne prit que deux jours.
La sculpture a été vandalisée le 18 décembre 2017 par un individu qui souffre d'une déficience mentale, équipé d'un marteau et d'un burin. L'auteur de cet acte a détruit les seins et le visage de la statue, avant d'être arrêté par la police. Il est depuis interné dans un hôpital psychiatrique.
Le 5 août 2018, la statue restaurée par des experts algériens a été inaugurée par le ministre de la Culture, Azzedine Mihoubi, et le wali de Sétif, Nacer Maskri.
Le 9 octobre 2018, la statue est à nouveau vandalisée, par un jeune homme de 30 ans qui est monté sur la partie postérieure de la fontaine avec un marteau à la main.
Le 2 décembre 2022, la statue est lourdement dégradée  par un homme ivre. En juillet 2025, l'œuvre est de nouveau abimée, l'auteur du vandalisme est condamné à dix ans de prison et à une amende de 3,5 millions de dinars.